# Гоулар-і-Г'яльтадаль
Гоулар-і-Г'яльтадаль (ісл. Hólar í Hjaltadal, дослівно «Пагорби в долині Г'яльта») — село в Ісландії, одне з найвідоміших історичних місць в Ісландії, з населенням бл. 100 мешканців Гоулар було місцем розміщення католицького (по Реформації лютеранського) єпископа Північної Ісландії в роках 1106–1801 а також головним регіональним центром того періоду. Сучасний кафедральний собор у Гоуларі було освячено в 1763 році і відтоді він був оновлений до свого оригінального стану. Катедра збудована з червоного піщаного каміння, що перевезли з Гоулабірди (Hólabirða) над селом. Торф'яний сільський будинок датований 1854 роком, був все ще замешкуваним до середини 20 го століття. Університет в Гоулар діє з 1882 року. Туристи можуть взяти «прогулянку по історії» по означеному маршрутові. Тут діє теж виставка що стосується типового ісландського мініконя та екосистеми ісландських озер.